# Gudamakeri, Parasgad
Gudamakeri là một làng thuộc tehsil Parasgad, huyện Belgaum, bang Karnataka, Ấn Độ.